# 1985年體育
1984年重要國際體育賽事包括：

## 大事記

### 4月至6月
- 4月21日——艾爾頓·冼拿首次贏得一級方程式分站冠軍。
- 5月19日——香港隊在北京工人體育場舉行的1986年世界盃外圍賽亞洲區小組賽中以2:1擊敗中國隊，賽後支持中國隊的球迷不滿賽果而引發騷亂，史稱五一九事件。

## 足球
主條目：1985年足球